# Premier Automobiles
Premier Ltd. (раніше The Premier Automobiles Limited) є виробником транспортних засобів, який базується у Мумбаї, Індія. Компанія належить Walchand Group.

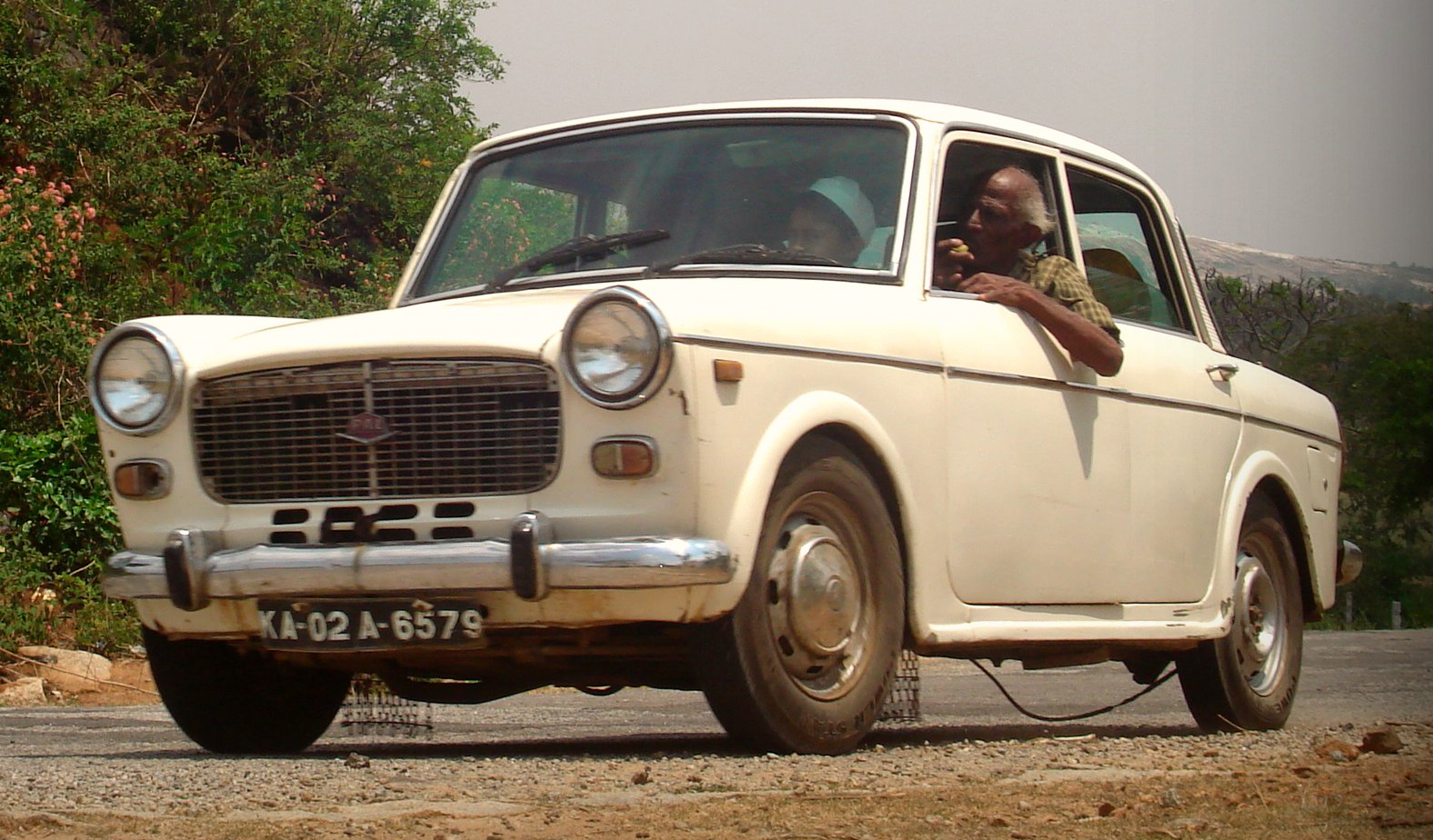
Premier Padmini (1973-1998 рр.)

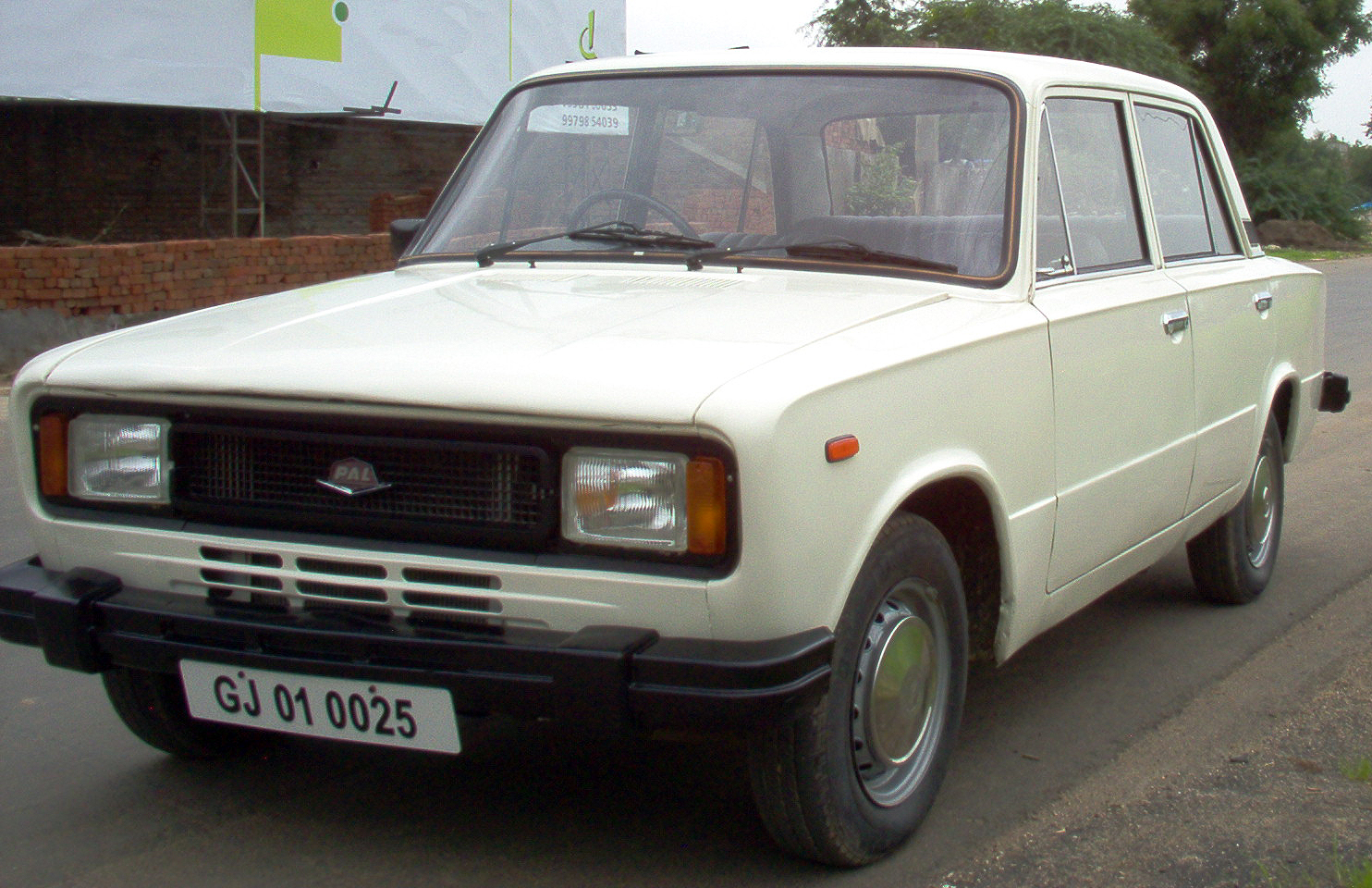
Premier 118NE (1985-2001 рр.)

Компанія була заснована в 1941 році і провела переговори з корпорацією Chrysler щодо ліцензійного виробництва автомобіля Plymouth та вантажівки Dodge, що продаються під брендами Dodge, Plymouth, DeSoto та Fargo, починаючи з 1949 року. У перші роки, якість вважали хорошою обоє Chrysler та Індійське міністерство оборони. 
У жовтні 1947 року Premier виготовив перші індійські вантажівки та машини, які виїхали на вулиці вільної Індії.

## Зовнішні посилання
- Official Premier Automobiles Limited website [Архівовано 24 липня 2017 у Wayback Machine.]
- Premier RiO Website [Архівовано 3 березня 2020 у Wayback Machine.]
- Premier's Vehicle Division Website
- Premier's Machine Tools Division Website
- Premier's Engineering Division Website
- Premier RiO Reviews [Архівовано 30 березня 2010 у Wayback Machine.]
- Premier Sigma Reviews [Архівовано 4 березня 2016 у Wayback Machine.]
- Indiacar.com